# Тичин
Ти́чин (пол. Tyczyn) — місто в піденно-східній Польщі. Належить до Ряшівського повіту Підкарпатського воєводства.

## Історія
У 1368 р. місто Тичин засноване на магдебурзькому праві на землях щойно анексованої Галичини. Відтоді місто було адміністративним центром тичинської волості Сяноцької землі Руського воєводства.
У 1831 р. в місті було 3 греко-католики, які належали до парафії Залісє Каньчуцького деканату Перемишльської єпархії. На той час унаслідок півтисячоліття латинізації та полонізації українці лівобережного Надсяння опинилися в меншості.
Відповідно до «Географічного словника Королівства Польського» в 1880 р. Тичин знаходився у Ряшівському повіті Королівства Галичини і Володимирії, було 218 будинків і 1757 мешканців, до гміни належали також 7 хуторів і загалом було 335 будинків і 2502 мешканці, з них 1762 римо-католиків, 5 греко-католиків і 735 юдеїв.

## Відомі особистості
В поселенні народилися:
- Георгій Тичинський Рутенець (1510—1591) — український новолатинський поет XVI століття.
- Валенти Ґроза Фабріціус (1565—1626) — церковний діяч Речі Посполитої.

## Демографія
Демографічна структура станом на 31 березня 2011 року:
|          | Загалом | Допрацездатний вік | Працездатний вік | Постпрацездатний вік |
| -------- | ------- | ------------------ | ---------------- | -------------------- |
| Чоловіки | 1682    | 344                | 1185             | 153                  |
| Жінки    | 1814    | 366                | 1101             | 347                  |
| Разом    | 3496    | 710                | 2286             | 500                  |